# Reset (film)
Reset (tytuł oryg. Wrecked) – amerykańsko-kanadyjski film fabularny z 2010 roku, wyreżyserowany przez Michaela Greenspana, z Adrienem Brody'm obsadzonym w roli głównej.

## Obsada
- Adrien Brody jako Mężczyzna
- Caroline Dhavernas jako Kobieta
- Ryan Robbins jako George Weaver
- Adrian G. Griffiths jako Raymond Plazzy
- Lloyd Adams jako Eric Stapleton

i inni.